# Jerrel Britto
Jerrel Britto (n. Puerto España, Trinidad y Tobago, 4 de julio de 1992) es un futbolista trinitense. Juega de delantero.

## Selección nacional
Disputó el Preolímpico de Concacaf de 2012 con la selección sub-23 de Trinidad y Tobago.
A partir de 2017 ha comenzado a ser convocado dentro de la Selección de fútbol de Trinidad y Tobago.

## Clubes
| Club                 | País              | Año         |
| -------------------- | ----------------- | ----------- |
| San Juan Jabloteh    | Trinidad y Tobago | 2009 - 2011 |
| W Connection         | Trinidad y Tobago | 2011 - 2015 |
| Deportivo Malacateco | Guatemala         | 2015        |
| Murciélagos          | México            | 2016        |
| Ma Pau SC            | Trinidad y Tobago | 2016 - 2017 |
| Honduras Progreso    | Honduras          | 2017        |
| Real Sociedad        | Honduras          | 2018        |
| Platense             | Honduras          | 2018        |
| Honduras Progreso    | Honduras          | 2019        |

## Palmarés

### Campeonatos nacionales
| Título           | Club         | País              | Año  |
| ---------------- | ------------ | ----------------- | ---- |
| TT Pro League    | W Connection | Trinidad y Tobago | 2012 |
| TT Pro League    | W Connection | Trinidad y Tobago | 2014 |
| Copa de Honduras | Platense     | Honduras          | 2018 |